# كريس تيمبرليك
كريس تيمبرليك (بالإنجليزية: Chris Timberlake)‏ مواليد 28 أبريل 1985 في واشنطن العاصمة، هو لاعب كرة سلة أمريكي/فلبيني. بدأ مسيرته الاحترافية في سنة 2009. يلعب في الرابطة الفلبينية لكرة السلة كلاعب هجوم خلفي. يبلغ طوله 5 قدم 10 بوصة (1.8 م). لعب مع ستار هوتشوتز من سنة 2009 إلى 2011، ثم لعب مع ميرالكو بولتز من سنة 2011 إلى 2013.